# Jan Eliasson
Jan Eliasson (ur. 17 września 1940 w Göteborgu) – szwedzki dyplomata, w 2006 minister spraw zagranicznych, zastępca sekretarza generalnego Organizacji Narodów Zjednoczonych.

## Życiorys
W latach 1957–1958 kształcił się w ramach wymiany studenckiej w USA. W 1962 został absolwentem akademii marynarki wojennej (Kungliga Sjökrigsskolan). W połowie lat 60. ukończył ekonomię na Uniwersytecie w Göteborgu.
Zawodowo związany ze szwedzką dyplomacją, a jako nauczyciel akademicki m.in. z Uniwersytetem w Uppsali. Pełnił funkcję doradcy premiera Olofa Palmego. W latach 1980–1986 wchodził w skład misji ONZ, zajmującej się negocjacjami pokojowymi w czasie wojny iracko-irańskiej. W późniejszych latach był negocjatorem z ramienia OBWE w rozmowach dotyczących Górskiego Karabachu.
Od 1988 do 1992 był ambasadorem Szwecji przy ONZ w Nowym Jorku oraz osobistym przedstawicielem sekretarza generalnego ONZ w Iraku i Iranie. Pełnił funkcję wiceprzewodniczącego Rady Gospodarczej i Społecznej ONZ (1991–1992). W 1992 przeszedł na stanowisko podsekretarza generalnego ONZ ds. humanitarnych, zajmował się operacjami humanitarnymi w Somalii, Sudanie, Mozambiku i na Bałkanach, brał udział w kampanii przeciwko minom przeciwpiechotnym. W latach 1994–2000 był sekretarzem stanu w szwedzkim Ministerstwie Spraw Zagranicznych. W 2000 został mianowany ambasadorem Szwecji w Stanach Zjednoczonych. W 2005 został wybrany na przewodniczącego 60. sesji Zgromadzenia Ogólnego ONZ.
W marcu 2006 zapowiedziano, że zostanie następcą zdymisjonowanej minister spraw zagranicznych Laili Freivalds w socjaldemokratycznym rządzie Görana Perssona. Oficjalnie objął urząd ministra 24 kwietnia 2006 (do tego czasu obowiązki wykonywała Carin Jämtin). Zakończył jego sprawowanie 6 października 2006, kiedy to po wyborach parlamentarnych na czele resortu stanął Carl Bildt.
Powrócił później do pracy w ONZ. W latach 2007–2008 był specjalnym wysłannikiem sekretarza generalnego ONZ w Darfurze. Od 2012 do 2016 zajmował stanowisko zastępcy sekretarza generalnego ONZ.